# Свистун золотистий
Свистун золотистий (Pachycephala pectoralis) — вид горобцеподібних птахів родини свистунових (Pachycephalidae). Ендемік Австралії.

## Опис

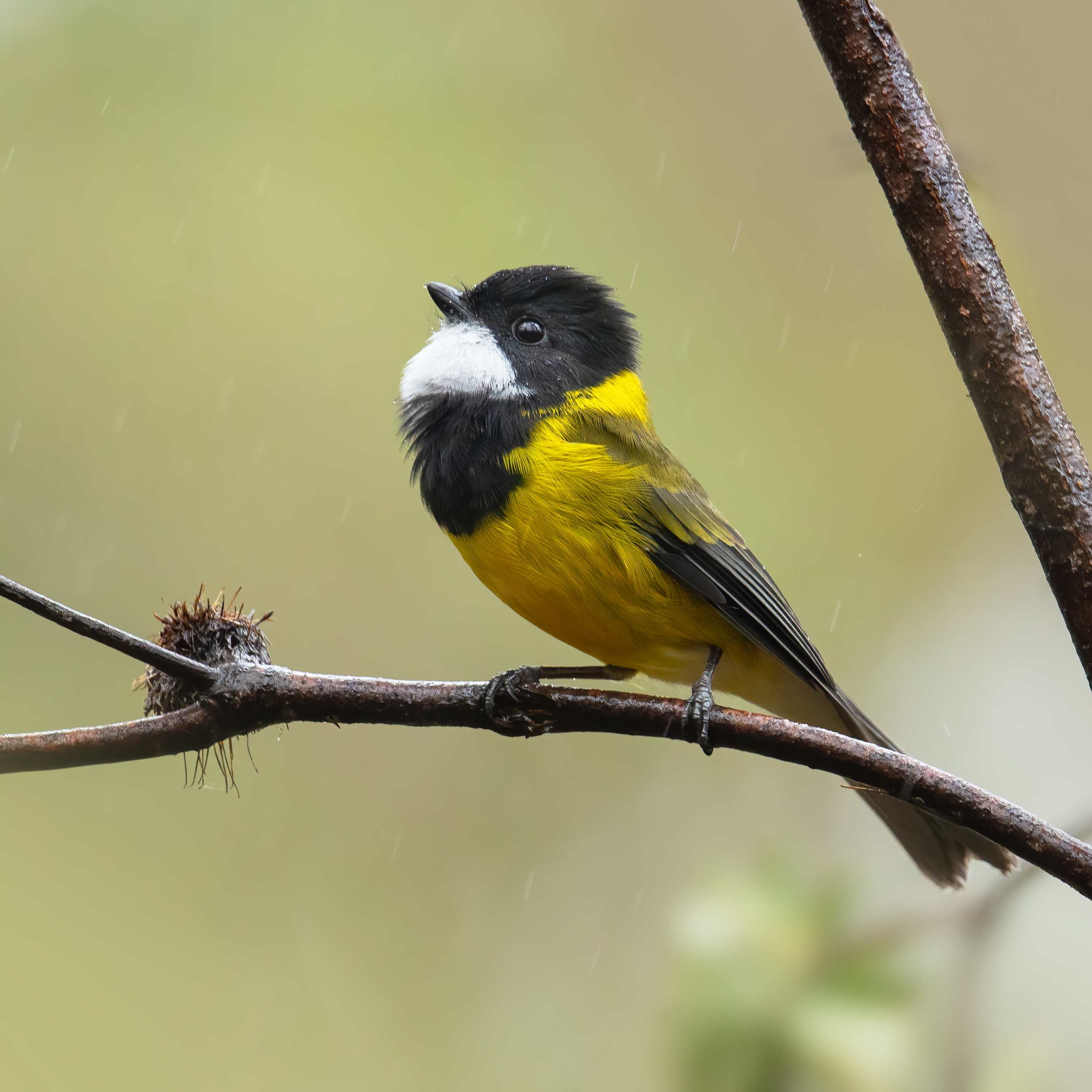
Самець Pachycephala pectoralis, Тасманія

Довжина птаха становить 16—18 см. Виду притаманний статевий диморфізм. У самця тім'я і нижня частина тіла яскраво-жовті, спина і крила оливково-зелені, голова і «комірець» на грудях чорні, горло біле. Винятком є самці підвиду «P. p. xanthoprocta», забарвлення якого схоже не забарвлення самиці. Самиці золотистих свистунів переважно коричнювато-сірі, хоча у деяких птахів нижні покривні пера хвоста можуть бути жовтими. У золотистих свистунів дзьоби чорні, очі червонувато-карі. Спів гучний і мелодійний.

## Поведінка

### Раціон
Рудочереві свистуни харчуються комахами, павуками та іншими безхребетними, а також ягодами. Шукають здобич в нижньому ярусі лісу. Іноді приєднуються до змішаних зграй птахів.

### Розмноження
Сезон розмноження триває з вересня по січень. Самець і самиця разом будують гніздо, яке має чашоподібну форму, робиться з гілочок, кори й трави і прикріплюється до гілки дерева за допомогою павутиння. За сезон може вилупитися лише один виводок. І самець, і самиця насиджують яйця і піклуються про пташенят. Інкубаційний період триває 15 днів, пташенята покидають гніздо на 12 день.

## Поширення та екологія
Золотисті свистуни живуть в різноманітних природних середовищах. Вони віддають перевагу густим лісам.

## Систематика
Рудочеревий свистун був описаний в 1801 році англійським натуралістом Джоном Летемом. Традиційно всередині виду виділяли близько 60 підвидів, які крім Австралії і Тасманії мешкали також на Новій Гвінеї, на островах Індонезії і Океанії. Однак за результатом молекулярно-генетичного дослідження виявилось, що золотистий свистун являє собою видовий комплекс. Багато підвидів було визнано окремими видами, хоча деякі дослідники продовжують вважати їх підвидами золотистого свистуна.

### Підвиди
Виділяють п'ять підвидів:
- P. p. pectoralis (Latham, 1801) — схід Австралії;
- P. p. xanthoprocta Gould, 1838 — острів Норфолк;
- P. p. contempta Hartert, E, 1898 — острів Лорд-Гав;
- P. p. youngi Mathews, 1912 — південний схід Австралії;
- P. p. glaucura Gould, 1845 — Тасманія і острови Бассової протоки.

## Збереження
МСОП вважає цей вид таким, що не потребує особливих заходів зі збереження. Золотисті свистуни широко поширені в Австралії. Однак підвид P. p. xanthoprocta, що мешкає на острові Норфолк уряд Австралії вважає вразливим. Йому загрожує знищення і дефрагментація природного середовища, а також інвазивні чорні пацюки. Більша частина популяції підвиду мешкає в Національному парку острова Норфолк. Підвид P. p. contempta також вважається вразливим через обмежений ареал.

## Галерея

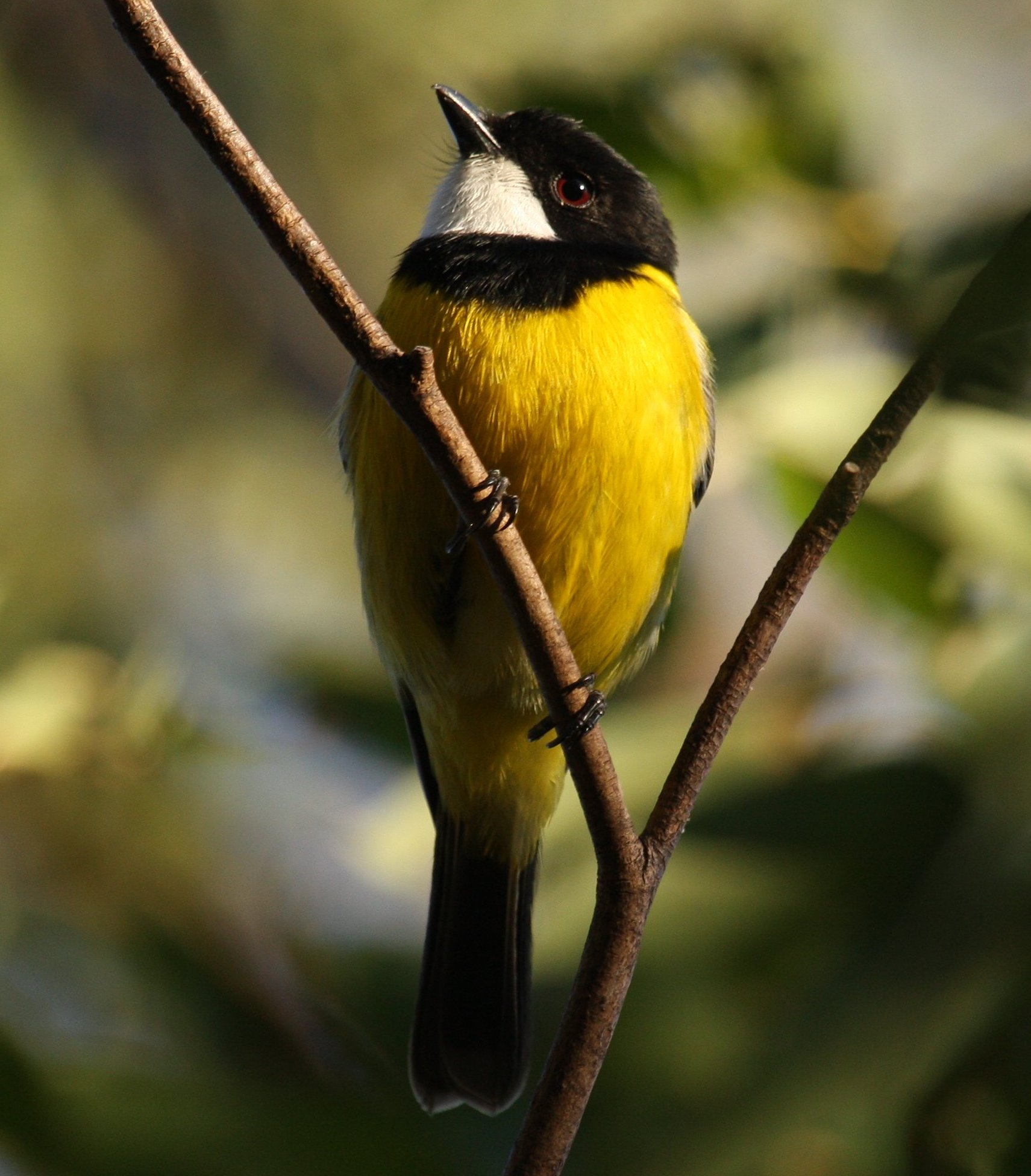
Самець золотистого свистуна
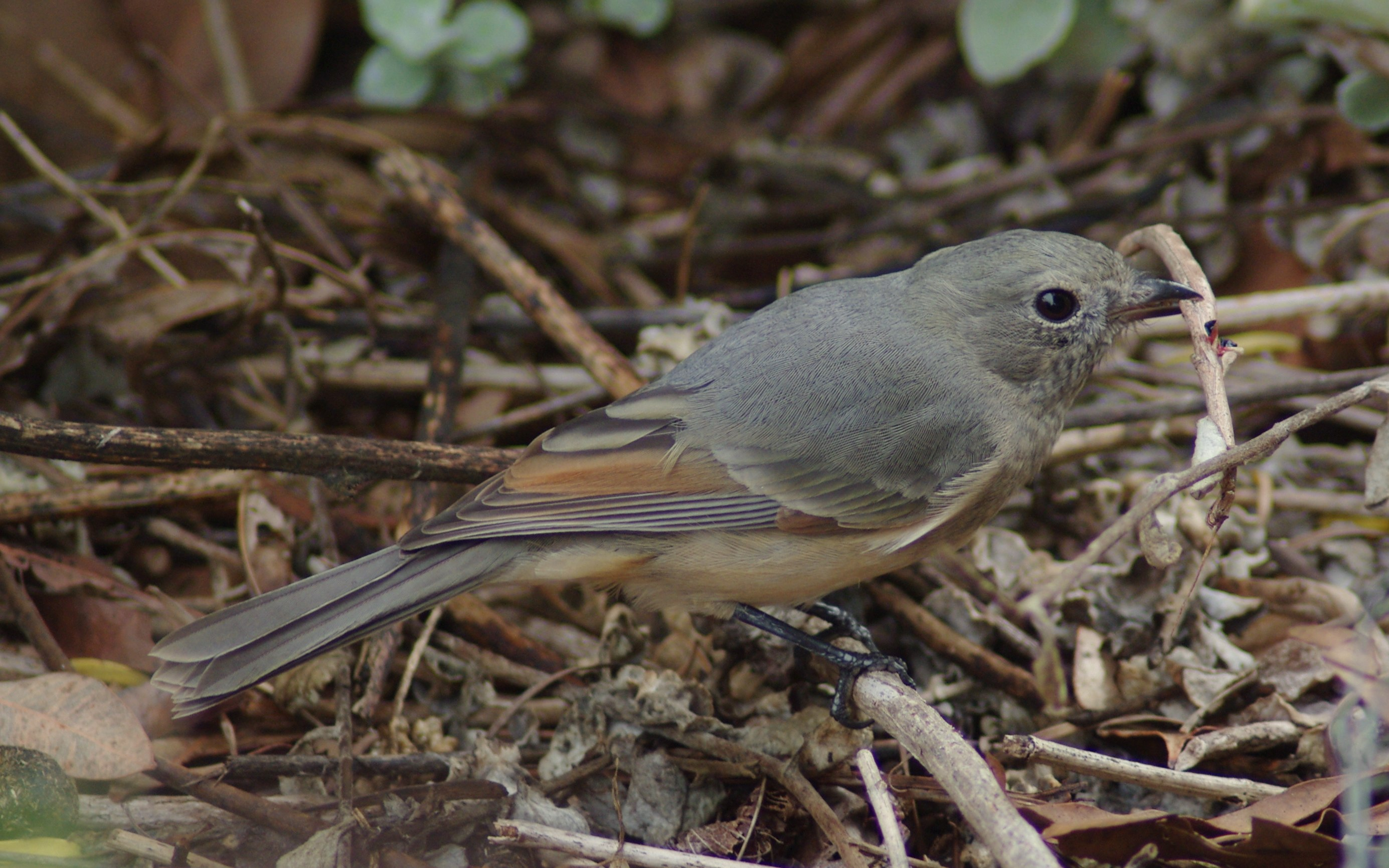
Молодий золотистий свистун
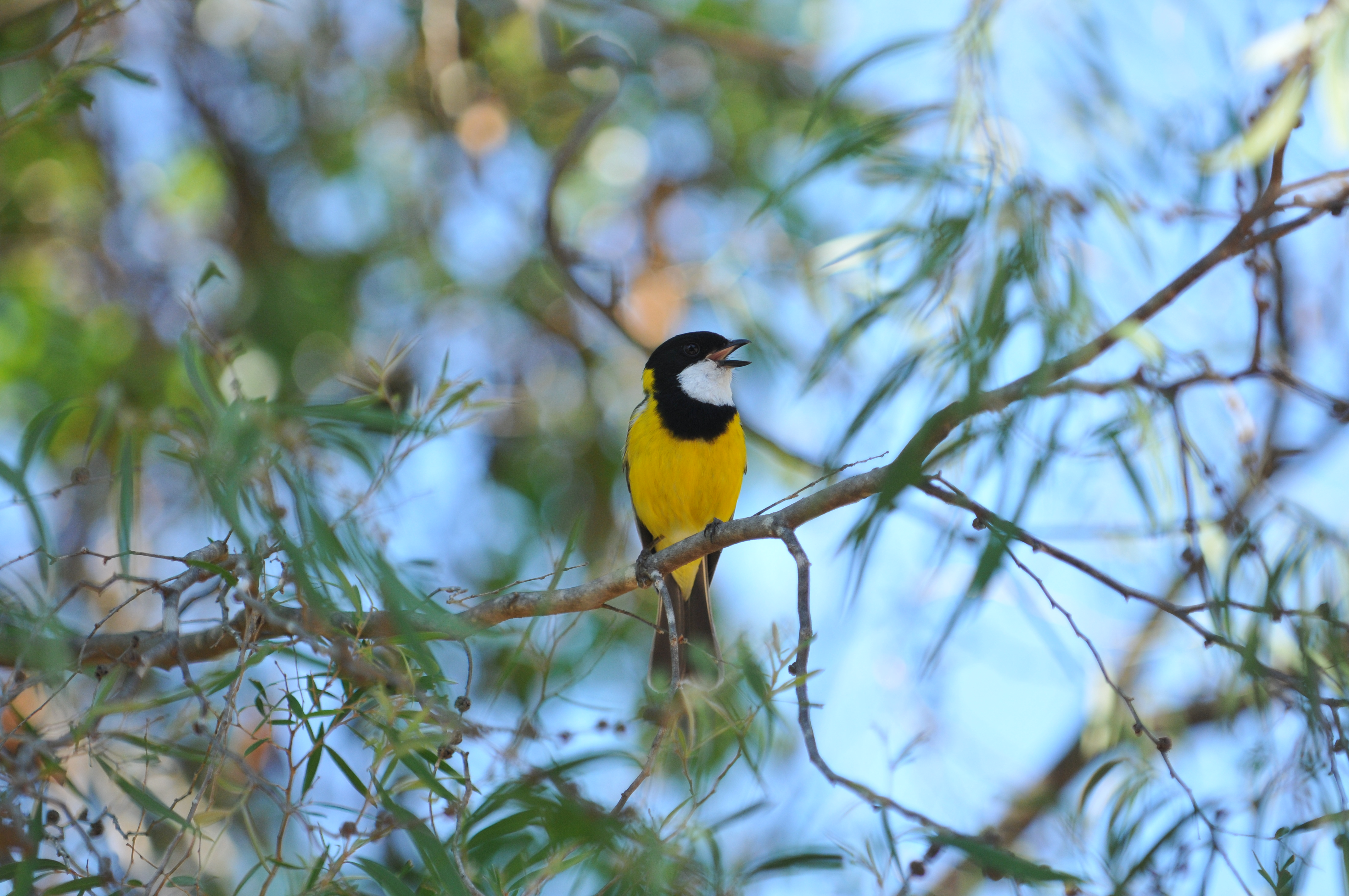
Золотистий свистун